# Fudbalski Klub Olimpic Sarajevo
FK Olimpic é uma equipe bósnia de futebol com sede em Sarajevo. Disputa a primeira divisão da Bósnia e Herzegovina (Premijer Liga).
Seus jogos são mandados no Stadion Otoka, que possui capacidade para 3.000 espectadores.

## História
O FK Olimpic foi fundado em Outubro de 1993.